# V1059 Sagittarii
Binaire spectroscopique,
Nova,
Source de proche infrarouge (d)
Étoile variable
V1059 Sagittarii (ou Nova Sagittarii 1898) était une nova qui survint en 1898 dans la constellation du Sagittaire. Elle atteignit une magnitude minimale (correspondant à une luminosité maximale) de 4,5.

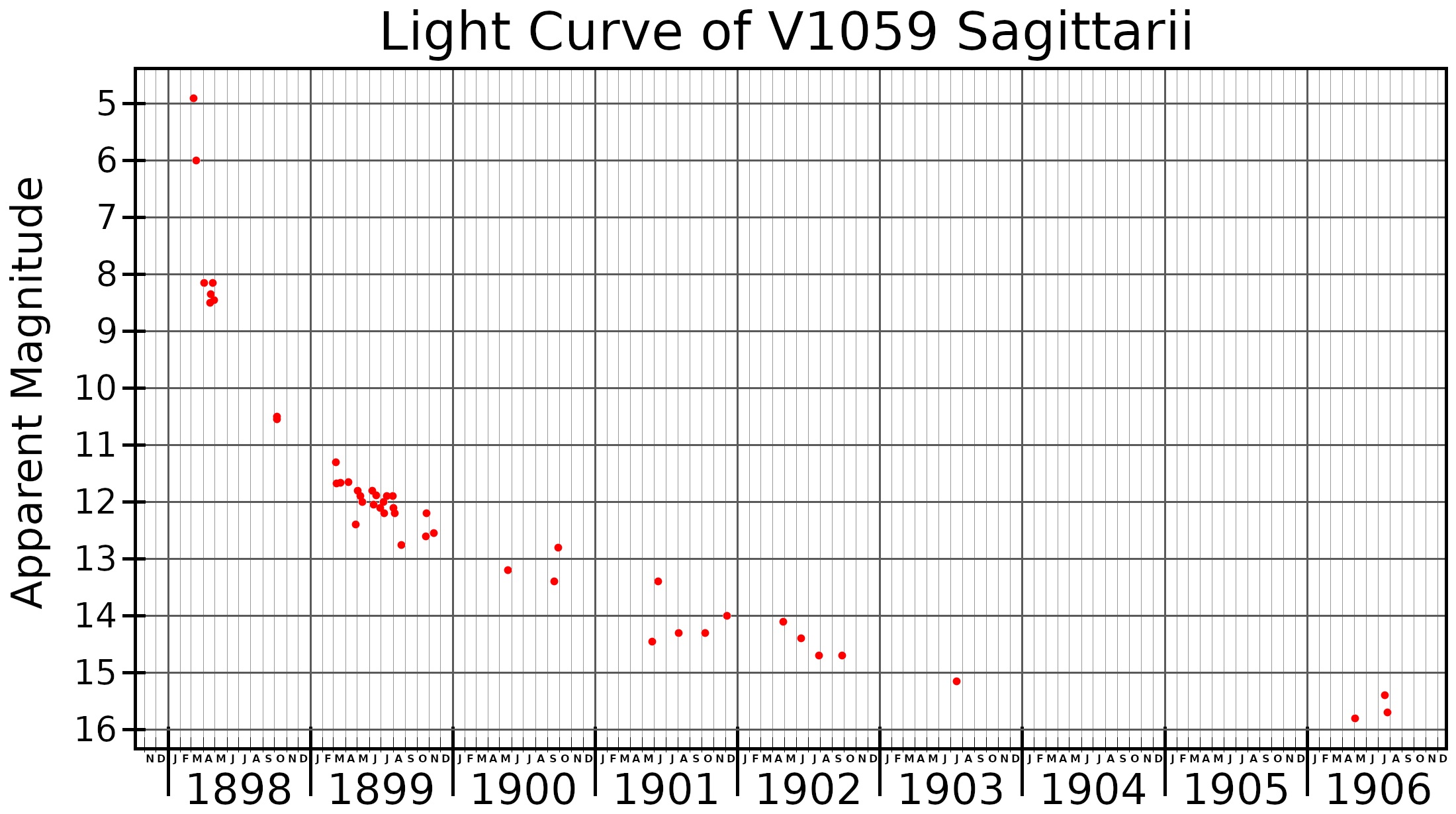
Courbe de lumière de V1059 Sagittarii, réalisée à partir des relevés en magnitude photographique de Walker et Shapley. La valeur des points listés à des dates identiques a été moyennée avant traçage.

## Coordonnées
- Ascension droite : 19h 01m 50,85s
- Déclinaison : −13° 09′ 38,7″